# Munditia owengaensis
Munditia owengaensis är en snäckart som beskrevs av Powell 1933. Munditia owengaensis ingår i släktet Munditia och familjen turbinsnäckor. Inga underarter finns listade i Catalogue of Life.